# Claudàtor de Poisson

Il·lustració del claudàtor de Poisson de camps vectorials variables en el temps que mostra la relació amb el determinant i el producte creuat.

En matemàtiques i mecànica clàssica, el claudàtor de Poisson és una operació binària important en la mecànica hamiltoniana, jugant un paper central en les equacions de moviment de Hamilton, que regeixen l'evolució temporal d'un sistema dinàmic hamiltonià. El claudàtor de Poisson també distingeix una certa classe de transformacions de coordenades, anomenades transformacions canòniques, que mapegen sistemes de coordenades canònics en sistemes de coordenades canònics. Un "sistema de coordenades canònics" consisteix en variables de posició i moment canònics (a continuació simbolitzades per {\displaystyle q_{i}} i {\displaystyle p_{i}}, respectivament) que satisfan les relacions canòniques de claudàtors de Poisson. El conjunt de possibles transformacions canòniques és sempre molt ric. Per exemple, sovint és possible triar el propi hamiltonià {\displaystyle H=H(q,p,t)} com una de les noves coordenades del moment canònic.
En un sentit més general, el claudàtor de Poisson s'utilitza per definir una àlgebra de Poisson, de la qual l'àlgebra de funcions d'una varietat de Poisson és un cas especial. També hi ha altres exemples generals: es produeix en la teoria de les àlgebres de Lie, on l'àlgebra tensor d'una àlgebra de Lie forma una àlgebra de Poisson; una construcció detallada de com es produeix això es dona a l'article d'àlgebra d'envolvent universal. Les deformacions quàntiques de l'àlgebra envolvent universal condueixen a la noció de grups quàntics.
Donades dues funcions f i g que depenen de l'espai de fase i del temps, el seu parèntesi de Poisson {\displaystyle \{f,g\}} és una altra funció que depèn de l'espai i el temps de fase. Les regles següents s'apliquen per a tres funcions qualsevol {\displaystyle f,\,g,\,h} d'espai i temps de fase:
Anticommutativitat
{\displaystyle \{f,g\}=-\{g,f\}}
Bilinealitat
{\displaystyle \{af+bg,h\}=a\{f,h\}+b\{g,h\},\quad \{h,af+bg\}=a\{h,f\}+b\{h,g\},\quad a,b\in \mathbb {R} }
Regla de Leibniz
{\displaystyle \{fg,h\}=\{f,h\}g+f\{g,h\}}
Identitat jacobi
{\displaystyle \{f,\{g,h\}\}+\{g,\{h,f\}\}+\{h,\{f,g\}\}=0}
També, si una funció {\displaystyle k} és constant en l'espai de fase (però pot dependre del temps), ja que {\displaystyle \{f,\,k\}=0} per qualsevol {\displaystyle f}.